# بيتر كلاين (منافس ألعاب قوى)
بيتر كلاين (بالألمانية: Peter Klein)‏ (و. 1959  م) هو منافس ألعاب قوى، وعداء سريع ألماني، شارك في الألعاب الأولمبية الصيفية 1988، والألعاب الأولمبية الصيفية 1984.

## روابط خارجية
- بيتر كلاين على موقع الاتحاد الدولي لألعاب القوى (الإنجليزية)
- بيتر كلاين على موقع أوليمبيديا (الإنجليزية)